# Пушица широколистная
Пуши́ца широколи́стная (лат. Eriōphorum latifōlium) — многолетнее травянистое растение; вид рода Пушица (Eriophorum) семейства Осоковые (Cyperaceae).

## Ботаническое описание
Короткокорневищный травянистый многолетник. Стебель прямой, 30—70 см высотой.
Листья линейно-ланцетные, 3—8 мм шириной, плоские, чуть килеватые, на верхушке — трёхгранные, с ножками.

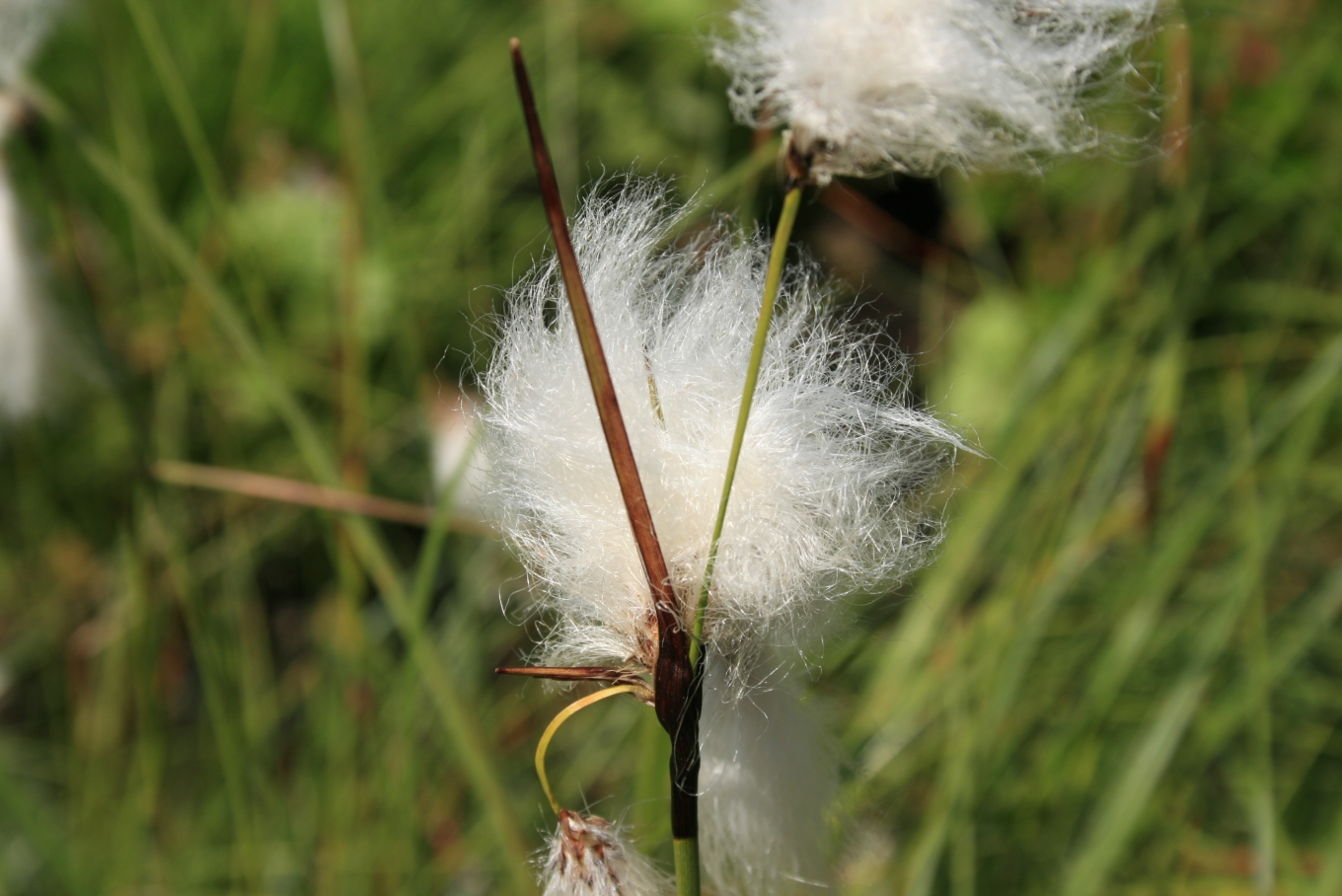
Пуховка крупным планом

Цветёт в мае — июне. Цветки обоеполые, в многоцветковых яйцевидных, поникающих после цветения колосках (их 5—12), образующие на верхушке стебля зонтиковидное соцветие из 3-12 колосков; ножки колосков округлые или трёхгранные, шершавые. Колосковые чешуи продолговатые, зеленовато-чёрные, с одной жилкой. Околоцветные щетинки многочисленные, на конце разветвлённые, при плодах разрастаются и образуют пучки белых волосков — пуховки, которые способствуют расселению на расстояния до нескольких километров. Плод — трёхгранный орешек. Семена длиной 1,5 мм.

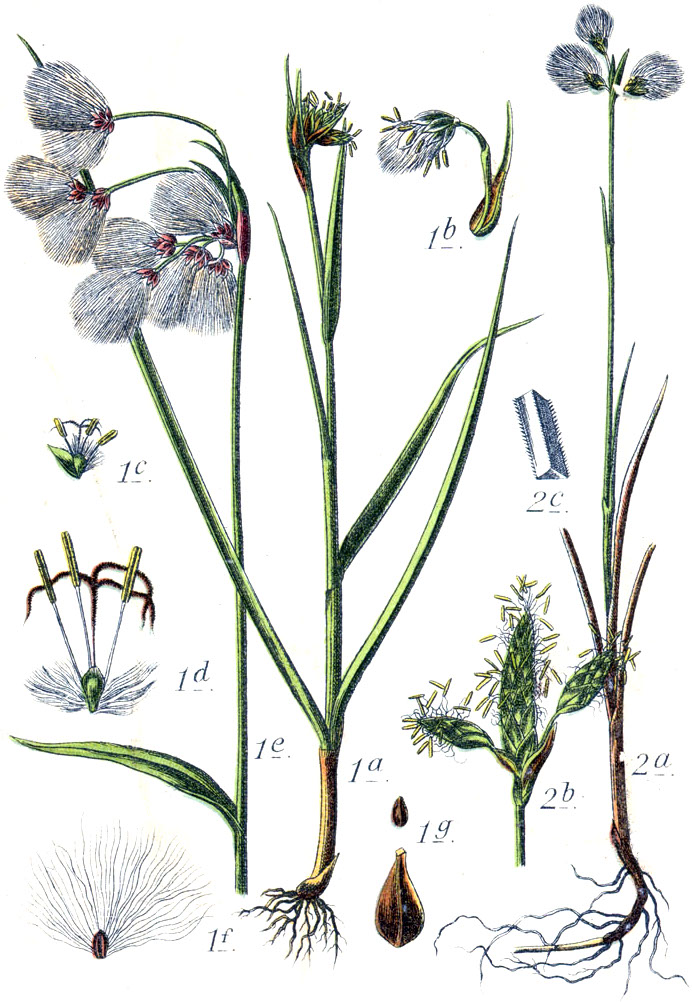
Слева — пушица широколистная, справа — пушица стройная (Eriophorum gracile).

## Распространение и среда обитания
Европейский плюризональный вид — широко распространён в Европе до Западной Сибири. Встречается на высотах до 2100 м над уровнем моря в Альпах, в бореальных районах. Доминирующий в растительных сообществах болот вид.
Весенний вид, предпочитает защелаченные почвы, растёт преимущественно на низинных и ключевых осоково-моховых болотах — в отличие от пушицы влагалищной (Eriophorum vaginatum), которая растёт обычно на верховых болотах. Также встречается на заболоченных лугах, в березняках.

## Хозяйственное значение и применение
Раньше пушица, растущая по склонам близ болот, использовалась для заготовки сена.
Ранней весной надземная масса поедаются европейским лосём (Alces alces).

## Охранный статус
Охранный статус присвоен в ряде областей РФ:
- Республика Татарстан (категория 3)[1][5]
- Чувашская республика (категория 2)[5]
- Костромская область (категория 4)[5]
- Владимирская область (категория 3)[5]
- Калужская область (категория 2)[5]
- Рязанская область (категория 2)[5]
- Тульская область (категория 2)[5]
- Курская область (категория 2)[5]
- Воронежская область (категория 1)[5]
- Липецкая область (категория 1)[5]
- Тамбовская область (категория 3)[5]
- Пензенская область (категория 2)[5]
- Республика Мордовия (категория 1)[5]
- Ульяновская область (категория 0)[5]

## Классификация

### Синонимы
По информации базы данных The Plant List (2013), в синонимику вида входят следующие названия:
- Carex alopecurus Lapeyr.
- Eriophorum depauperatum Arv.-Touv.
- Eriophorum pubescens Sm.
- Eriophorum vulgare Pers.
- Plumaria latifolia (Hoppe) Bubani
- Scirpus angustifolius ssp. latifolius (Hoppe) T. Koyama